# Arbeits- und Servicestelle für Internationale Studienbewerbungen

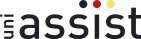
Logo von uni-assist.e.V.

Die Arbeits- und Servicestelle für Internationale Studienbewerbungen (uni-assist) e.V. ist eine gemeinsame Einrichtung von bundesdeutschen Hochschulen, dem Deutschen Akademischen Austauschdienst (DAAD) und der Hochschulrektorenkonferenz (HRK).
Neben Einrichtungen wie den Akademischen Prüfstellen (APS) bei den Kulturreferaten der Deutschen Botschaften in der Volksrepublik China und Vietnam und dem TestDaF-Institut mit seinen weltweiten Zentren ist auch uni-assist eine Einrichtung, die im Zuge der Internationalisierung bundesdeutscher Hochschulen entstanden ist. Sie soll internationale Studieninteressierte bei der Bewerbung unterstützen und klar definierte Standards gewährleisten, ohne die Hochschulen in Fragen der Hochschulzulassung einzuschränken. uni-assist ist in Teilen die deutsche Entsprechung internationaler Einrichtungen wie Universities and Colleges Admissions Service (UCAS) in Großbritannien.
uni-assist wurde im November 2003 von 41 Hochschulen, dem DAAD und der HRK als eingetragener Verein gegründet. Verein und Geschäftsstelle haben ihren Sitz in Berlin. uni-assist ist eine gemeinsame Serviceeinrichtung der teilnehmenden Hochschulen und finanziert sich durch Bewerberentgelte, Spenden und Zuschüsse. Die Anschubfinanzierung erfolgte über den DAAD mit Mitteln des Bundesministeriums für Bildung und Forschung (BMBF). Der Verein erhebt von den teilnehmenden Hochschulen keine Mitgliedsbeiträge. Satzungsgemäß verfolgt uni-assist keine kommerziellen Ziele, „die Höhe der Entgelte orientiert sich an den tatsächlichen Kosten“. Die Satzung sieht vor, dass erwirtschaftete Überschüsse nach Maßgabe von Beschlüssen der Mitgliederversammlung für weitere Aufgaben im Rahmen internationaler Studienbewerbungen verwendet werden.

## Aufgaben
uni-assist überprüft im Auftrag seiner Mitgliedshochschulen deren ausländische Studienbewerbungen. uni-assist ist weder für hoheitliche Fragen wie Hochschulzulassung noch für aufenthaltsrechtliche Entscheidungen zuständig.
uni-assist überprüft die Echtheit und Vollständigkeit der Bewerbungsunterlagen und bewertet die ausländischen Zeugnisse nach den Bewertungsvorschlägen der Zentralstelle für ausländisches Bildungswesen (ZaB) bei der Kultusministerkonferenz (KMK): Die ZaB legt fest, ob ausländische Sekundarschul-Abschlüsse als dem deutschen Abitur gleichwertig gelten oder ob für eine Zulassung zum Hochschulstudium weitere Bildungsnachweise erforderlich sind wie beispielsweise der Nachweis einer bestandenen Hochschulaufnahmeprüfung oder von Studienzeiten im Heimatland, der Abschluss des Studienkollegs in Deutschland oder ob besondere zusätzliche Kriterien erfüllt sein müssen wie etwa bestimmte Fächerbelegungen in den letzten Jahren der Sekundarschule oder erreichte Mindestnoten.
Daneben ermittelt uni-assist die deutschen Entsprechungen zu den ausländischen Zeugnisnoten und überprüft weitere Vorgaben der Hochschulen wie Sprachkenntnisse, Praktikumsnachweise, Lebensläufe, Empfehlungsschreiben, APS-Zertifikate.
Gemäß Beschluss der Mitgliederversammlung vom 28. November 2007 (Aufgabenerweiterung lt. § 2 Ziff. 1 Satzung) haben Hochschulen die Möglichkeit, uni-assist auch mit der Bearbeitung inländischer Studienbewerbungen zu beauftragen. Während die Höhe des Entgelts durch Beschluss der Mitgliederversammlung festgelegt wird, kann jede Hochschule individuell entscheiden, ob sie das Bewerberentgelt selbst übernimmt oder durch die Studienbewerber entrichten lässt (§ 5 Ziff. 2 Satzung).
Seit dem Wintersemester 2008/09 prüft uni-assist für eine größere Zahl von Hochschulen in- und ausländische Studienbewerbungen für Master-Studiengänge.

## Organisation
In uni-assist haben sich rund 170 bundesdeutsche Hochschulen (Stand: Oktober 2022) zusammengeschlossen. Dem Vorstand gehören fünf gewählte Rektoren und Präsidenten der Mitgliedshochschulen und jeweils ein Vertreter von DAAD und HRK als satzungsgemäße Mitglieder an. Vorstandsvorsitzender ist Jens Strackeljan, stellvertretende Vorstandsvorsitzende ist Ingeborg Schramm-Wölk. Die Geschäftsstelle hat ihren Sitz in der Geneststraße 5, 10829 Berlin.

## Kritik
Die Kritik an Uni-Assist besteht seit langem und betrifft verschiedene Aspekte.
Studierendenvertretungen bemängeln fehlerhaftes Arbeiten und mangelnde Beratungsangebote, dazu sei das Wirken sehr bürokratisch. Die Gebühren für ausländische Studienbewerber seien rassistisch.
Der Verein uni-assist e.V. kann als Outsourcing der Arbeitsprozesse und -kosten betrachtet werden, die an Hochschulen bei Bewerbungsverfahren ausländischer Studierender entstehen.
Die Mitarbeitenden des Vereins wurden bis 2020 nicht nach Tarifvertrag für den öffentlichen Dienst der Länder bezahlt, sondern lebten nach Angaben der Vereinten Dienstleistungsgewerkschaft (ver.di) prekär: Oft waren die Anstellungen befristet und im sog. Lückenvertrag beschäftigt. Arbeitnehmende bekamen für ein Kalenderjahr zwei Arbeitsverträge, zwischen diesen lagen einige Monate Arbeitslosigkeit.
Am 24. und 25. August 2020 wurde aufgrund einer Verdi-Initiative die Geschäftsstelle von uni-assist bestreikt. Die Gewerkschaft strebte einen Haustarifvertrag an. Seit Ende 2020 gilt für Beschäftigte von uni-assist der TV-L.